# De soevereiniteit van het goede
De soevereiniteit van het goede (Engels: The Sovereignty of Good) is het filosofische hoofdwerk uit 1970 van de Britse filosofe en romanschrijfster Iris Murdoch.

## Inhoud
In de drie essays van dit boek gaf Murdoch een harde kritiek op de moraalfilosofie (en het achterliggende mensbeeld) van haar tijd. Ze had het in het bijzonder gemunt op de behaviouristische filosofen, zoals A.J. Ayer, en de existentialistische denkers, zoals Jean-Paul Sartre en Martin Heidegger. Volgens haar deelden beide stromingen hetzelfde beeld op de mens, waarbij het individuele wilsvermogen centraal stond.
Het innerlijke leven van de mens lag Murdoch nauw aan het hart. ‘Het is niet stil en duister binnenin’, schreef ze. Ze verweet haar collega-filosofen dat zij de ziel hadden kapotgemaakt en vervangen door het ego. Ze legde ze de focus van de moraalfilosofie opnieuw op de innerlijke wereld. Morele groei toont zich niet in hoe mensen handelen, maar in hoe ze denken, zien en voelen.

## Publicatiegeschiedenis
De hoofdstukken van dit boek schreef en presenteerde Murdoch aanvankelijk als lezingen. Ze verschenen daarna als afzonderlijke essays:
1. ‘The idea of perfection’ (Het idee van volmaaktheid) verscheen in het tijdschrift Yale Review (april 1964) en is gebaseerd op de Ballard Mathewslezing die Murdoch in 1962 gaf aan het University College of North Wales.
2. ‘On “God” and “Good”’ (Over ‘God’ en ‘het Goede’) was een voordracht die Murdoch in augustus 1966 hield voor de Study Group on Foundations of Cultural Unity (Bowdoin College, Brunswick, Maine, VS). De lezing verscheen als essay in het boek The anatomy of knowledge (red. Marjorie Grene, Amherst, Massachusetts: University of Massachusetts Press, 1969).
3. ‘The sovereignty of good over other concepts’ (De soevereiniteit van het goede boven andere concepten) was de Leslie Stephenlezing die Murdoch in 1967 aan de universiteit van Cambridge gaf. De tekst verscheen in hetzelfde jaar als brochure bij Cambridge University Press.

De essays werden gebundeld tot een boek op verzoek van de Welshe filosoof Dewi Zephaniah Phillips. Het boek verscheen onder de titel The Sovereignty of Good bij de Britse uitgeverij Routledge & Kegan Paul in 1970. Het is tot op de dag van vandaag in druk gebleven.
De essays werden ook als afzonderlijke hoofdstukken opgenomen in de omvangrijke bundel Existentialists and Mystics, die kort voor Murdochs dood verscheen en waarin vrijwel al haar filosofische en literatuurkritische werk is opgenomen (red. Peter Conradi, Chatto & Windus, 1997).

## Nederlandse vertalingen
Op basis van deze laatste editie verscheen een Nederlandse vertaling van de drie essays onder de titel Over God en het Goede bij uitgeverij Boom in 2003. De vertaling was van de hand van Mariëtte Willemsen en Hannah Marije Altorf.
Een nieuwe vertaling van het boek verscheen in 2021 (uitgeverij Letterwerk), vertaald door Thomas Crombez en met een nawoord door Katrien Schaubroeck.